# コーリング・アウト
『コーリング・アウト』（Soul on Board）は、イギリスのポップ・バンド、ティアーズ・フォー・フィアーズのメンバーであったカート・スミスの初ソロ・アルバム。1993年8月23日にリリースされた。

## 解説
アルバムは1991年のティアーズ・フォー・フィアーズ脱退後、スミスが最初に携わった音楽的冒険であった。シングル「コーリング・アウト」に先行して発表されたが、アルバムもシングルも両方とも最終的に成功とは言い難い結果しか残せず、英国チャートに載ることもなかった。セカンド・シングル「Words」もチャートには載らなかった。その後、アメリカでの発売はされなかったが、事前に販売促進用のカセットがごく少数、配布された。これは当初、アルバムをアメリカで発売する計画があったことを示している。
スミス自身もアルバムの出来を気に入っておらず、後に本作はフォノグラム／マーキュリーでのレコード契約を果たすために作ったものだったと主張している。

## 収録曲
1. 「ソウル・オン・ボード」 - "Soul On Board" (スミス、ペイジ) – 5:13
2. 「コーリング・アウト」 - "Calling Out" (スミス、ゴールド) – 6:06
3. 「ビューティフル・トゥ・ミー」 - "Beautiful To Me" (スミス、ウィルク) – 6:20
4. 「ワンダー・チャイルド」 - "Wonder Child" (スミス、リヴジー) – 4:08
5. 「ワーズ」 - "Words" (スミス、ホランド) – 4:22
6. 「アイ・ウィル・ビー・ゼアー」 - "I Will Be There" (スミス、ペイジ) – 4:45
7. 「ノー・ワン・ノウズ・ユア・ネイム」 - "No One Knows Your Name" (スミス、ウーア) – 5:47
8. 「レイン」 - "Rain" (スミス、リヴジー) – 4:07
9. 「レヴォリューション」 - "Come The Revolution" (スミス、ペイジ) – 4:13
10. 「スティル・イン・ラヴ・ウィズ・ユー」 - "Still In Love With You" (ライノット) ※シン・リジィのカバー – 6:45

## 参加ミュージシャン
- カート・スミス (Curt Smith) - リード・ボーカル、ベース、ギター、バック・ボーカル
- ニール・テイラー (Neil Taylor) - ギター、バック・ボーカル
- コリン・ウーア (Colin Woore) - ギター
- マーティン・ペイジ (Martin Page) - ベース、キーボード、バック・ボーカル
- アラン・カマイイ (Alan Kamaii) - ベース
- ビリー・リヴジー (Billy Livsey) - キーボード、バック・ボーカル
- ケヴィン・ディーン (Kevin Deane) - キーボード
- P.J.ムーア (P.J. Moore) - キーボード
- ジェフ・ボヴァ (Jeff Bova) - キーボード
- キム・バラード (Kim Bullard) - キーボード
- ジミー・コープリー (Jimmy Copley) - ドラム
- スティーヴ・フェローン (Steve Ferrone) - ドラム
- キャロル・スティール (Carol Steele) - パーカッション
- パウリーニョ・ダ・コスタ (Paulinho Da Costa) - パーカッション
- ピーター・コックス (Peter Cox) - バック・ボーカル
- サイーダ・ギャレット (Siedah Garrett) - バック・ボーカル
- フラニー・ゴールド (Franne Golde) - バック・ボーカル
- ディオサ (Diosa) - バック・ボーカル
- トイ・マーセル (Toi Marcell) - バック・ボーカル
- ジーン・マクレイン (Jean McClain) - バック・ボーカル
- リン・デイヴィス (Lynn Davis) - バック・ボーカル